# Пущино (Рязанский район)
Пущино — село в Рязанском районе Рязанской области России, входит в состав Семёновского сельского поселения.

## География
Село расположено в 11 км на юго-восток от центра поселения деревни Секиотово и в 7 км на юг от Рязани.

## История
Пущино в качестве села с церковью упоминается в приправочных книгах 1597 года, где оно числится за вдовою Настасьей Васильевной Кормышевой и сыном ее Гришкою. По окладным книгам 1676 года находившаяся в Пущине церковь именуется Ильинскою. В 1770 году помещиком Иваном Петровичем Корамышевым была построена новая Ильинская церковь с приделом в честь Дмитрия Ростовского чудотворца. В 1845 году церковь была отремонтирована Тимофеем Петровичем Миролюбовым.
В XIX — начале XX века село входило в состав Ямской волости Рязанского уезда Рязанской губернии, с 1924 года — в составе Рязанской волости. В 1905 году в селе было 54 двора.
С 1929 года село являлось центром Пущинского сельсовета Рязанского района Рязанского округа Московской области, с 1937 года — в составе Ровновского сельсовета Рязанской области, с 2017 года — в составе Семёновского сельского поселения.

## Население
| 1859 | 1906 | 2010 |
| ---- | ---- | ---- |
| 261  | ↗346 | ↘105 |